# Championnat des Fidji de football 1999
Navigation
Saison précédente Saison suivante
La saison 1999 du Championnat des Fidji de football est la vingt-troisième édition du championnat de première division aux Fidji. Les huit meilleures équipes du pays, plus l'équipe des Fidji des moins de 20 ans sont regroupées au sein d'une poule unique, où elles s'affrontent deux fois, à domicile et à l'extérieur. À la fin du championnat, il n'y a pas de relégation et les deux meilleures équipes de Premier League sont promues afin de faire passer le championnat à onze équipes.
C'est l'équipe de Ba FC qui remporte la compétition après avoir terminé en tête du classement final, avec sept points d'avance sur le tenant du titre, Nadi FC et neuf sur l'équipe des moins de 20 ans. C'est le huitième titre de champion des Fidji de l'histoire du club.

## Les clubs participants
| - Ba FC - Lautoka FC - Navua FC - Suva FC - Fidji U-20 | - Labasa FC - Nadi FC - Tavua FC - Nasinu FC |

## Compétition
Le barème utilisé pour établir les différents classements est le suivant :
- Victoire : 3 points
- Match nul : 1 point
- Défaite : 0 point

### Classement
| Rang | Équipe     | Pts | J  | G  | N | P  | Bp | Bc | Diff |
| ---- | ---------- | --- | -- | -- | - | -- | -- | -- | ---- |
| 1    | Ba FC      | 39  | 16 | 12 | 3 | 1  | 41 | 10 | +31  |
| 2    | Nadi FCT   | 32  | 16 | 9  | 5 | 2  | 28 | 10 | +18  |
| 3    | Fidji U-20 | 30  | 16 | 8  | 6 | 2  | 26 | 13 | +13  |
| 4    | Lautoka FC | 22  | 16 | 5  | 7 | 4  | 20 | 16 | +4   |
| 5    | Tavua FC   | 21  | 16 | 5  | 6 | 5  | 19 | 21 | -2   |
| 6    | Labasa FCC | 19  | 16 | 5  | 4 | 7  | 18 | 32 | -14  |
| 7    | Navua FC   | 16  | 16 | 4  | 4 | 10 | 12 | 34 | -22  |
| 8    | Nasinu FCP | 12  | 16 | 2  | 6 | 8  | 15 | 29 | -14  |
| 9    | Suva FC    | 7   | 16 | 2  | 1 | 13 | 16 | 30 | -14  |

|  | Champion des Fidji 1999                                                          |
|  | T: Tenant du titre C: Vainqueur de la Coupe des Fidji P: Promu de Premier League |

## Bilan de la saison
| Championnat des Fidji de football 1999                             |                  |
| Champion                                                           | Ba FC (8e titre) |
| Coupes et trophées                                                 |                  |
| Vainqueur de la Coupe des Fidji 1999                               | Labasa FC        |
| Promotions et relégations                                          |                  |
| Promus en Championnat des Fidji de football                        | Nadroga FC       |
| Promus en Championnat des Fidji de football                        | Rewa FC          |
| Relégués en Championnat des Fidji de football de deuxième division | Aucun            |